# Brothers & Sisters (Coldplay)
Brothers & Sisters è un singolo del gruppo musicale britannico Coldplay, pubblicato il 26 aprile 1999 dalla Fierce Panda Records.

## Pubblicazione
Una prima versione del brano, denominata Brothers + Sisters, venne pubblicata nel demo Ode to Deodorant (1998). Rispetto alla versione pubblicata come singolo, la prima versione è di durata maggiore (4:28 contro 4:05).
Una terza versione, di durata ancora più elevata, è stata inserita come b-side del singolo Trouble (2000).

## Tracce
Testi e musiche di Guy Berryman, Jonny Buckland, Will Champion e Chris Martin.
CD singolo (Regno Unito), download digitale
1. Brothers & Sisters – 4:05
2. Easy to Please – 3:02
3. Only Superstition – 3:48

7" (Regno Unito)
- Lato A

1. Brothers & Sisters – 4:05

- Lato B

1. Easy to Please – 3:02

## Formazione
Gruppo
- Chris Martin – voce, chitarra acustica
- Jonny Buckland – chitarra elettrica
- Guy Berryman – basso
- Will Champion – batteria

Produzione
- Crash – produzione, ingegneria del suono, missaggio
- Coldplay – produzione